# Damblok
Het Damblok is een locatie nabij Hedikhuizen waar in 1273 een dam werd geworpen in de Maas. Dit werd vermoedelijk gedaan door kloosterlingen van de Abdij van Berne.
De ingreep kwam de Groote of Hollandsche Waard ten goede. Het damblok bevindt zich nu ten noordwesten van Hedikhuizen bij de informatiepanelen langs de Maas. Het toponiem (gebiedsnaam) Damblok komt er nog voor. Na de afsluiting stroomde het water van de Maas voortaan richting Woudrichem naar de Merwede en niet langer via de stroomgeul die tegenwoordig de Romeins-Middeleeuwse Maas wordt genoemd. Dit veroorzaakt eeuwenlang flinke problemen, aangezien het water in de Merwede (gevoed door de Rijn via de Waal) meestal hoger stond dan het Maaswater. Als gevolg hiervan werd de Maas vaak opgestuwd, hetgeen tot allerlei doorbraken en overstromingen geleid heeft. Deze problematiek is feitelijk pas opgelost bij het sluiten van de Afgedamde Maas en het graven van de Bergsche Maas.